# Phreodrilus stocki
Phreodrilus stocki is een ringworm uit de familie van de Phreodrilidae. De wetenschappelijke naam van de soort werd voor het eerst geldig gepubliceerd in 2002 door Martinez-Ansemil, Giani en Sambugar.